# U-26

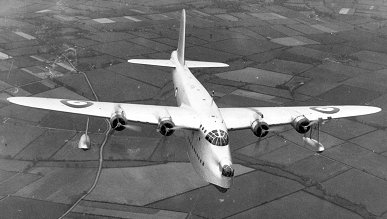
Avião bombardeiro Short Sunderland do tipo utilizado no ataque ao U-26.

O Unterseeboot 26 foi um submarino alemão da Kriegsmarine que combateu durante a Segunda Guerra Mundial. 

## Afundamento
O u-boot foi afundado pela tripulação em 1 de julho de 1940, a sudoeste da Ilhas Scilly. O barco foi atacado pela corveta da Marinha Real Britânica HMS Gladiolus (K-34) com cargas de profundidade, sofrendo pesados danos e comprometendo a sua mobilidade. Após permanecer submerso por 6 horas, retornou a superfície, escapando do HMS Gladiolus que estava próximo. Na sequência foi avistado e atacado por um avião bombardeiro britânico Sunderland Mark I, que bombardeou o u-boot com bombas anti-submarino. O ataque apesar de não atingir o alvo, alertou o navio britânico HMS Rochester (L-50) que se aproximou do U-26 para participar da perseguição. Impossibilitado de submergir a tripulação abandonou o navio afundando a embarcação. Todos os tripulantes foram recolhidos e feitos prisioneiros pelo HMS Rochester. 

## Comandantes
| Comandante              | Período                                     |
| ----------------------- | ------------------------------------------- |
| KrvKpt. Werner Hartmann | 11 de Maio de 1936 - 30 de Setembro de 1938 |
| Oskar Schomburg         | 1 de Outubro de 1938 - Agosto de 1939       |
| Klaus Ewerth            | Agosto de 1939 - 3 de Janeiro de 1940       |
| Heinz Scheringer        | 4 de Janeiro de 1940 - 11 de Maio de 1940   |
| Heinz Fischer           | 12 de Maio de 1940 - 8 de Junho de 1940     |
| Heinz Scheringer        | 9 de Junho de 1940 - 1 de Julho de 1940     |

## Carreira

### Subordinação

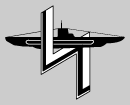
2ª Flotilha de Unterseeboot.

| Período                                | Flotilha                  |
| -------------------------------------- | ------------------------- |
| 1 de Maio de 1936 - 1 de Julho de 1940 | 2. Unterseebootsflottille |

### Patrulhas
|       | Comandante       | Partida               | Partida       | Chegada                | Chegada       | Dias | Toneladas |
| ----- | ---------------- | --------------------- | ------------- | ---------------------- | ------------- | ---- | --------- |
| 1     | Klaus Ewerth     | 29 de Agosto de 1939  | Wilhelmshaven | 26 de Setembro de 1939 | Wilhelmshaven | 29   | 6 495     |
| 2     | Klaus Ewerth     | 22 de Outubro de 1939 | Wilhelmshaven | 5 de Dezembro de 1939  | Wilhelmshaven | 45   | 8 861     |
| 3     | Heinz Scheringer | 29 de Janeiro de 1940 | Wilhelmshaven | 1 de Março de 1940     | Wilhelmshaven | 33   | 12 002    |
| 4     | Heinz Scheringer | 13 de Abril de 1940   | Wilhelmshaven | 18 de Abril de 1940    | Trondheim     | 6    |           |
| 4     | Heinz Scheringer | 19 de Abril de 1940   | Trondheim     | 25 de Abril de 1940    | Wilhelmshaven | 7    | 5 159     |
| 5     | Heinz Fischer    | 23 de Maio de 1940    | Wilhelmshaven | 27 de Maio de 1940     | Trondheim     | 5    |           |
| 5     | Heinz Fischer    | 29 de Maio de 1940    | Trondheim     | 5 de Junho de 1940     | Wilhelmshaven | 8    |           |
| 6     | Heinz Scheringer | 20 de Junho de 1940   | Wilhelmshaven | 1 de Julho de 1940     | Afundado      | 12   | 16 077    |
| Total | Total            | Total                 | Total         | Total                  | Total         | 145  | 48 594 t  |

### Navios danificados e afundados
- 11 navios afundados, num total de 48 645 GRT
- 1 navio danificado, num total de 4 871 GRT
- 1 navio de guerra danificado, num total de 530 toneladas

| Data        | Comandante       | Nome da Embarcação                         | Toneladas | Nacionalidade |
| ----------- | ---------------- | ------------------------------------------ | --------- | ------------- |
| 15 Set 1939 | Klaus Ewerth     | Alex van Opstal (mina)                     | 5 965     | Bélgica       |
| 20 Set 1939 | Klaus Ewerth     | HMS Kittiwake (L-30) (danificado por mina) | 530       | Royal Navy    |
| 7 Out 1939  | Klaus Ewerth     | Binnendijk (mina)                          | 6 873     | Países Baixos |
| 13 Nov 1939 | Klaus Ewerth     | Loire                                      | 4 285     | França        |
| 22 Nov 1939 | Klaus Ewerth     | Elena R. (mina)                            | 4 576     | Grécia        |
| 12 Feb 1940 | Heinz Scheringer | Nidarholm                                  | 3 482     | Noruega       |
| 14 Fev 1940 | Heinz Scheringer | Langleeford                                | 4 622     | Reino Unido   |
| 15 Fev 1940 | Heinz Scheringer | Steinstad                                  | 2 477     | Noruega       |
| 21 Abr 1940 | Heinz Scheringer | Cedarbank                                  | 5 159     | Reino Unido   |
| 29 Jun 1940 | Heinz Scheringer | Frangoula B. Goulandris                    | 6 701     | Grécia        |
| 30 Jun 1940 | Heinz Scheringer | Belmoira                                   | 3 214     | Noruega       |
| 30 Jun 1940 | Heinz Scheringer | Merkur                                     | 1 291     | Estónia       |
| 1 Jul 1940  | Heinz Scheringer | Zarian (danificado)                        | 4 871     | Reino Unido   |
| Total       | Total            | Total                                      | 54 046    |               |